# Trans-Atlantic Exoplanet Survey
El Trans-atlantic Exoplanet Survey o TrES, utilitza tres telescopis de 4 polzades (10 cm) situats a l'Observatori Lowell, l'Observatori Palomar, i les Illes Canàries per localitzar exoplanetes. Es va fer utilitzant la xarxa de telescopis petits i relativament econòmics dissenyats per cercar específicament els planetes que orbitaven estrelles brillants utilitzant el mètode de trànsit. La matriu utilitza telescopis de Schmidt de 4 polzades amb càmeres CCD i rutines de cerca automatitzades. La inspecció va ser creada per David Charbonneau del Harvard-Smithsonian Center for Astrophysics, Timothy Brown del National Center for Atmospheric Research, i Edward Dunham de l'Observatori Lowell.
La inspecció de TrES ja no operativa.

## Descobertes
Cinc planetes han estat descoberts per ara pel TrES project. Tots han estat descoberts utilitzant el mètode de trànsit. Tingueu en compte que els documents de descobriment no utilitzen el sufix "b" que normalment s'utilitza en les designacions de planetes extrasolars. Mentre que les formes amb i sense la b s'utilitzen en la literatura, la taula aquí utilitza les denominacions assignades pels descobridors.
| Estrella                                                                                    | Constel·lació | Ascensió recta | Declinació   | Magnitud aparent | Distància (a.l.) | Tipus espectral | Planeta | Massa (MJ) | Radi (RJ) | P (dies)  | se (ua) | e     | i (°)  | Any del descobriment |
| ------------------------------------------------------------------------------------------- | ------------- | -------------- | ------------ | ---------------- | ---------------- | --------------- | ------- | ---------- | --------- | --------- | ------- | ----- | ------ | -------------------- |
| GSC 02652-01324                                                                             | Lira          | 19h 04m 09s    | +36° 37′ 57″ | 11.79            | 512              | K0V             | TrES-1b | 0.61       | 1.081     | 3.030065  | 0.0393  | 0.135 | 88.2   | 2004                 |
| GSC 03549-02811(*)                                                                          | Dragó         | 19h 07m 14s    | +49° 18′ 59″ | 11.41            | 750 ± 30         | G0V             | TrES-2b | 1.199      | 1.272     | 2.47063   | 0.03556 | 0     | 83.62  | 2006                 |
| GSC 03089-00929                                                                             | Hèrcules      | 17h 52m 07s    | +37° 32′ 46″ | 12.4             | 1300             | G               | TrES-3b | 1.92       | 1.295     | 1.30619   | 0.0226  | ?     | 82.15  | 2007                 |
| GSC 02620-00648(*)                                                                          | Hèrcules      | 17h 53m 13s    | +37° 12′ 42″ | 11.592           | 1400             | F8              | TrES-4b | 0.919      | 1.799     | 3.553945  | 0.05091 | 0     | 82.86  | 2007                 |
| GSC 03949-00967                                                                             | Cigne         | 20h 20m 53s    | +59° 26′ 56″ | 13.718           | 1170             | G               | TrES-5b | 1.778      | 1.209     | 1.4822446 | 0.02446 | ?     | 84.529 | 2011                 |
| Nota: (*) indica que el planeta orbita una de les estrelles en un sistema estel·lar binari. |               |                |              |                  |                  |                 |         |            |           |           |         |       |        |                      |

### Projectes similars de descobriment d'exoplanetes
- Telescopi XO o XO
- Projecte HATNet o HAT
- SuperWASP O WASP
- Kilodegree Extremely Little Telescope o KELT
- Next-Generation Transit Survey o NGTS

### Nau espacial de caça d'exoplanetes
- COROT és una nau espacial de l'ESA llançada el desembre de 2006.
- La missió Kepler és una nau espacial de la NASA llançada el març de 2009.